# Суита
Суита (јап. 吹田市) град је у Јапану у префектури Осака. Према попису становништва из 2005. у граду је живело 353.853 становника.

## Становништво
Према подацима са пописа, у граду је 2005. године живело 353.853 становника.
| 1995.   | 2000.   | 2005.   |
| ------- | ------- | ------- |
| 342.760 | 347.929 | 353.853 |

## Спорт
Суита има фудбалски клуб Гамба Осака.